# 石斑木属
石斑木属（学名：Raphiolepis）為蔷薇科之一植物屬。該植物於植物分類表上，歸於被子植物門（Angiospermae）薔薇亞綱（Rosidae）蘋果亞科（Pomoideae），同科者尚有木瓜屬（Chaenomeles Lindl）、梨屬（Pyrus L.）等等。
属名Rhaphiolepis源于希腊语rhaphis（针）和lepis（鳞片）的合成词，指本属植物的苞片呈针状。

## 物种
本属包括以下物种：
- 锈毛石斑木 Rhaphiolepis ferruginea
- 石斑木 Rhaphiolepis indica
- 全缘石斑木 Rhaphiolepis integerrima
- 九龙江石斑木 Rhaphiolepis jiulongjiangensis
- 细叶石斑木 Rhaphiolepis lanceolata
- 大叶石斑木 Rhaphiolepis major
- 柳叶石斑木 Rhaphiolepis salicifolia
- 厚叶石斑木 Rhaphiolepis umbellata
- 五指山石斑 Rhaphiolepis wuzhishanensis